# Lotus (botanica)
Lotus L. è un genere di piante erbacee della famiglia delle Fabacee (o Leguminose), che comprende oltre un centinaio di specie.

## Descrizione
Le specie del genere Lotus sono quasi tutte erbe perenni.
Tipicamente hanno foglie composte trifoliate, alla cui base sono presenti due grosse stipole, che producono l'impressione di foglie composte da cinque foglioline anziché tre, com'è in realtà. Alcune specie, peraltro, hanno veramente foglie composte da più di tre foglioline (imparipennate), fino a una quindicina.
I fiori, irregolari, con tipica corolla papilionacea, sono quasi sempre gialli, ma possono avere sfumature rosse. Sono raccolti in piccole infiorescenze composte da 3-10 fiori.
Il frutto è un legume. I legumi appaiono in piccoli gruppi fortemente divergenti, cosa che li ha fatti paragonare a corna, se considerati a coppie (da cui il nome tedesco di Hornklee) o a zampe d'uccello, se considerati a 3-4 per volta (da cui il nome inglese di bird's foot).
Come molte altre leguminose, Lotus ospita nelle sue radici batteri simbionti che fissano l'azoto atmosferico.

## Distribuzione e habitat
Il genere Lotus ha una distribuzione subcosmopolita essendo presente in Europa, Asia, Africa e Oceania.

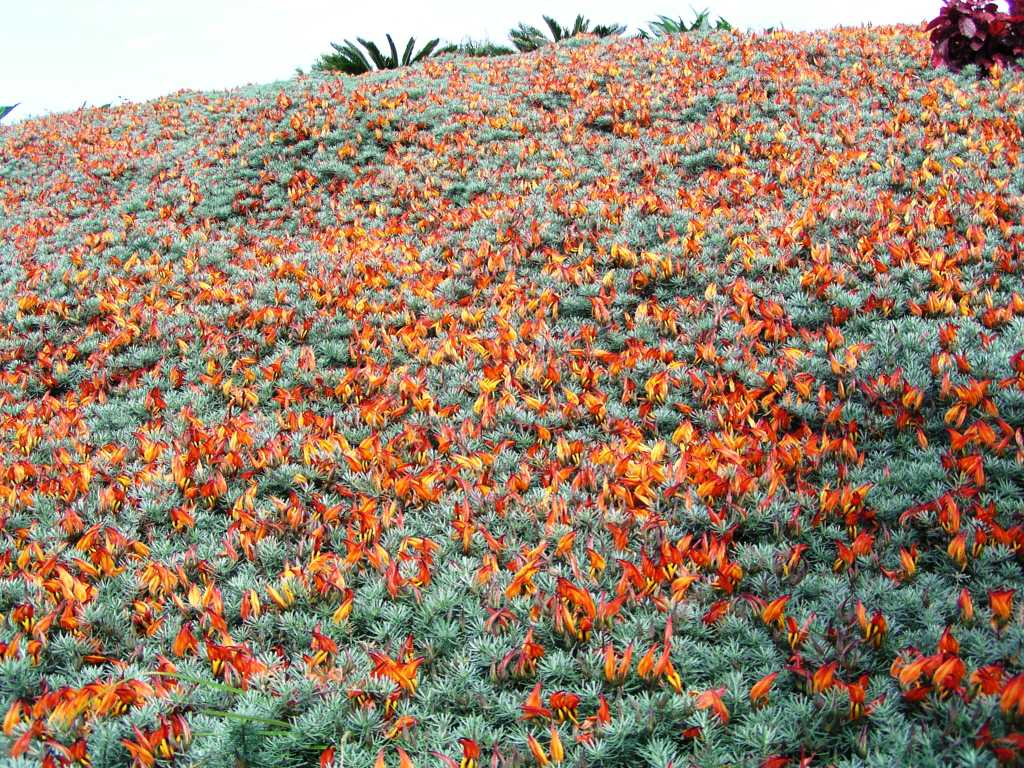
Ginestrino delle Canarie (Lotus berthelotii)

Alcune specie, come l'europeo Lotus corniculatus e l'asiatico Lotus japonicus, sono molto adattabili e sono presenti su areali vastissimi. Non a caso, Lotus corniculatus è diventato invasivo anche al di fuori del suo areale d'origine (per esempio in Australia).
Altre specie sono più limitate. Citiamo, a titolo esemplificativo, Lotus creticus, proprio del Mediterraneo, Lotus berthelotii, endemismo delle Canarie,  Lotus mollis, endemico dello Yemen.
Per quanto riguarda gli ecosistemi in cui le varie specie si inseriscono, se ne trovano di diversissimi, dalle coste marine (p.es. Lotus peregrinus) alle altitudini montane (p.es. Lotus alpinus, che in Italia si trova solo al di sopra di 1700 m), fino alle specie tipiche dei deserti nordamericani.

## Tassonomia
Attribuito fin dai tempi di Linneo alla famiglia delle Leguminose o Fabacee, il genere Lotus ha dato nome, all'interno di questa famiglia, alla tribù delle Loteae.
Al genere Lotus vengono attribuite le seguenti specie
- Lotus aduncus (Griseb.) Nyman
- Lotus aegaeus (Griseb.) Boiss.
- Lotus alianus J.H.Kirkbr.
- Lotus alpinus (Ser.) Schleich. ex Ramond
- Lotus anfractuosus (Baker f.) Kramina & D.D.Sokoloff
- Lotus angustissimus L.
- Lotus arabicus Sol. ex L.
- Lotus arenarius Brot.
- Lotus argyrodes R.P.Murray
- Lotus arinagensis Bramwell
- Lotus assakensis Coss. ex Brand
- Lotus australis Andrews
- Lotus axilliflorus (Hub.-Mor.) D.D.Sokoloff
- Lotus becquetii Boutique
- Lotus benoistii (Maire) Lassen
- Lotus berthelotii Masf.
- Lotus biflorus Desr.
- Lotus borbasii Ujhelyi
- Lotus broussonetii Choisy ex Ser.
- Lotus brunneri Webb
- Lotus burttii Borsos
- Lotus callis-viridis Bramwell & D.H.Davis
- Lotus campylocladus Webb & Berthel.
- Lotus carpetanus Lacaita
- Lotus castellanus Boiss. & Reut.
- Lotus chazaliei H.Boissieu
- Lotus chevalieri Rivas Mart., Lousã, J.C.Costa & Maria C.Duarte
- Lotus compactus Chrtková
- Lotus conimbricensis Brot.
- Lotus conjugatus L.
- Lotus corniculatus L.
- Lotus creticus L.
- Lotus cruentus Court
- Lotus cytisoides L.
- Lotus × davyae Druce
- Lotus discolor E.Mey.
- Lotus divaricatus Boiss.
- Lotus dorycnium L.
- Lotus drepanocarpus Durieu
- Lotus dumetorum Webb ex R.P.Murray
- Lotus edulis L.
- Lotus emeroides R.P.Murray
- Lotus eremiticus A.Santos
- Lotus eriophthalmus Webb & Berthel.
- Lotus frondosus (Freyn) Kuprian.
- Lotus fulgurans (Porta) D.D.Sokoloff
- Lotus garcinii Ser.
- Lotus gebelia Vent.
- Lotus germanicus (Gremli) Peruzzi
- Lotus glacialis (Boiss.) Pau
- Lotus glareosus Boiss. & Reut.
- Lotus glaucus Aiton
- Lotus glinoides Delile
- Lotus goetzei Harms
- Lotus gomerythus A.Portero, J.Martín-Carbajal & R.Mesa
- Lotus graecus L.
- Lotus halophilus Boiss. & Spruner
- Lotus hebecarpus J.B.Gillett
- Lotus hebranicus Hochst. ex Brand
- Lotus herbaceus (Vill.) Jauzein
- Lotus hirsutus L.
- Lotus holosericeus Webb & Berthel.
- Lotus jacobaeus L.
- Lotus japonicus (Regel) K.Larsen
- Lotus jolyi Batt.
- Lotus jordanii (Loret & Barrandon) Coulot, Rabaute & J.-M.Tison
- Lotus krylovii Schischk. & Serg.
- Lotus kunkelii (Esteve) Bramwell & D.H.Davis
- Lotus lalambensis Schweinf.
- Lotus lancerottensis Webb & Berthel.
- Lotus lanuginosus Vent.
- Lotus laricus Rech.f., Aellen & Esfand.
- Lotus latidentatus Elenevsky
- Lotus lebrunii Boutique
- Lotus longisiliquosus R.Roem.
- Lotus lourdes-santiagoi Pina & Valdés
- Lotus loweanus Webb & Berthel.
- Lotus macranthus Lowe
- Lotus maculatus Breitf.
- Lotus maritimus L.
- Lotus maroccanus Ball
- Lotus mascaensis Burchard
- Lotus × medioximus Husn.
- Lotus michauxianus Ser.
- Lotus × minoricensis M.À.Conesa, Mus & Rosselló
- Lotus miyakojimae Kramina
- Lotus mlanjeanus J.B.Gillett
- Lotus mollis Balf.f.
- Lotus namulensis Brand
- Lotus nubicus Hochst. ex Baker
- Lotus oliveirae A.Chev.
- Lotus ononopsis Balf.f.
- Lotus ornithopodioides L.
- Lotus palustris Willd.
- Lotus parviflorus Desf.
- Lotus peczoricus Miniaev & Ulle
- Lotus pedunculatus Cav.
- Lotus peregrinus L.
- Lotus polyphyllos E.D.Clarke
- Lotus pseudocreticus Maire, Weiller & Wilczek
- Lotus purpureus Webb
- Lotus pyranthus P.Pérez
- Lotus quinatus (Forssk.) J.B.Gillett
- Lotus rechingeri Chrtková
- Lotus rectus L.
- Lotus requienii Mauri ex Sanguin.
- Lotus robsonii E.S.Martins & D.D.Sokoloff
- Lotus sanguineus (Vural) D.D.Sokoloff
- Lotus schoelleri Schweinf.
- Lotus sessilifolius DC.
- Lotus simoneae Maire, Weiller & Wilczek
- Lotus spartioides Webb & Berthel.
- Lotus spectabilis Choisy ex Ser.
- Lotus stepposus Kramina
- Lotus strictus Fisch. & C.A.Mey.
- Lotus subbiflorus Lag.
- Lotus subdigitatus Boutique
- Lotus taitungensis S.S.Ying
- Lotus tenellus (Lowe) Sandral, A.Santos & D.D.Sokoloff
- Lotus tenuis  Waldst. & Kit. ex Willd.
- Lotus tetragonolobus L.
- Lotus tetraphyllus L.
- Lotus tibesticus Maire
- Lotus torulosus (Chiov.) Fiori
- Lotus × ucrainicus Klokov
- Lotus villicarpus Andr.
- Lotus weilleri Maire
- Lotus wildii J.B.Gillett
- Lotus zemmouriensis C.Chatel., F.Andrieu & Dobignard

In Italia sono presenti le seguenti specie:

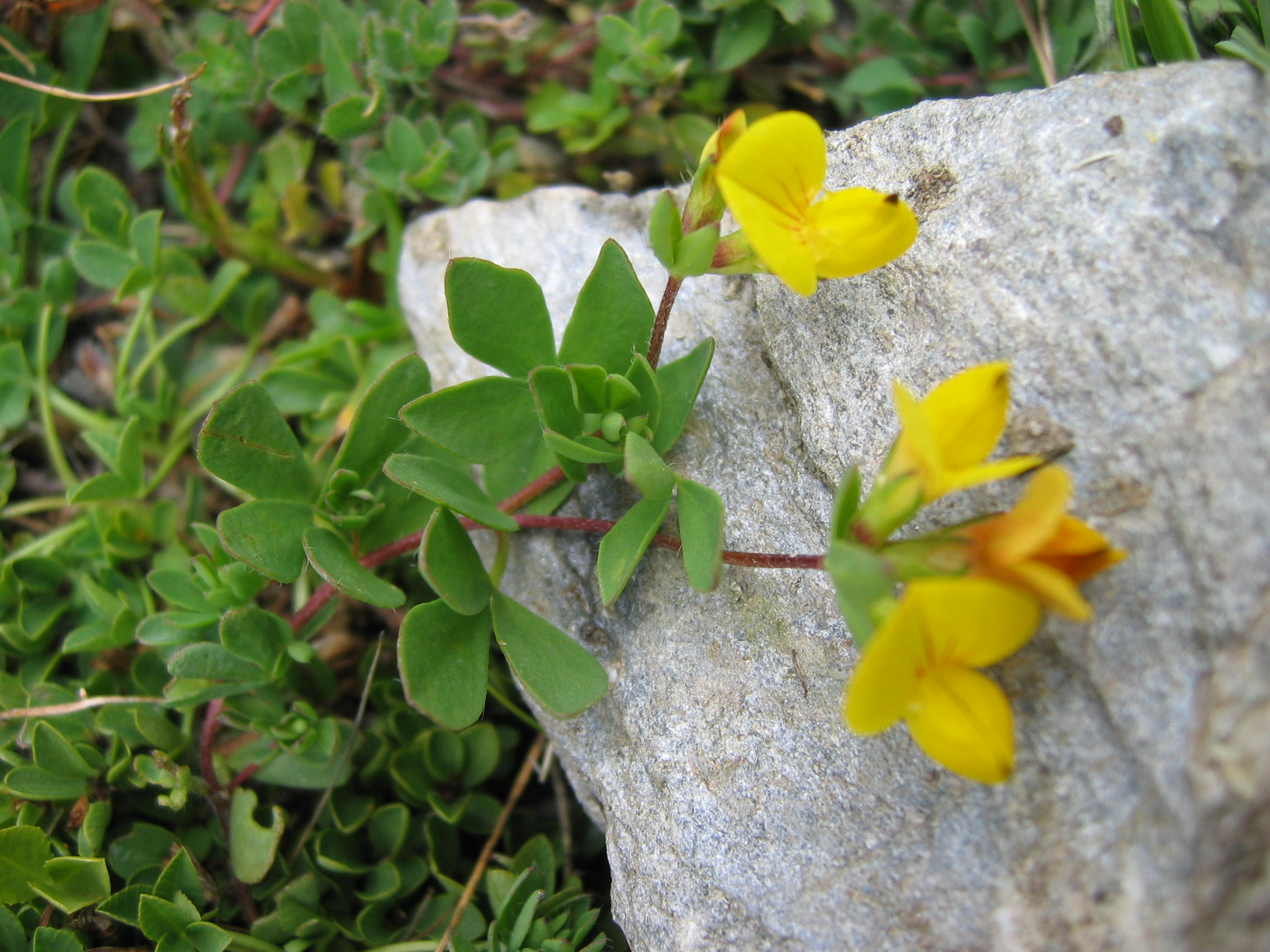
Lotus alpinus

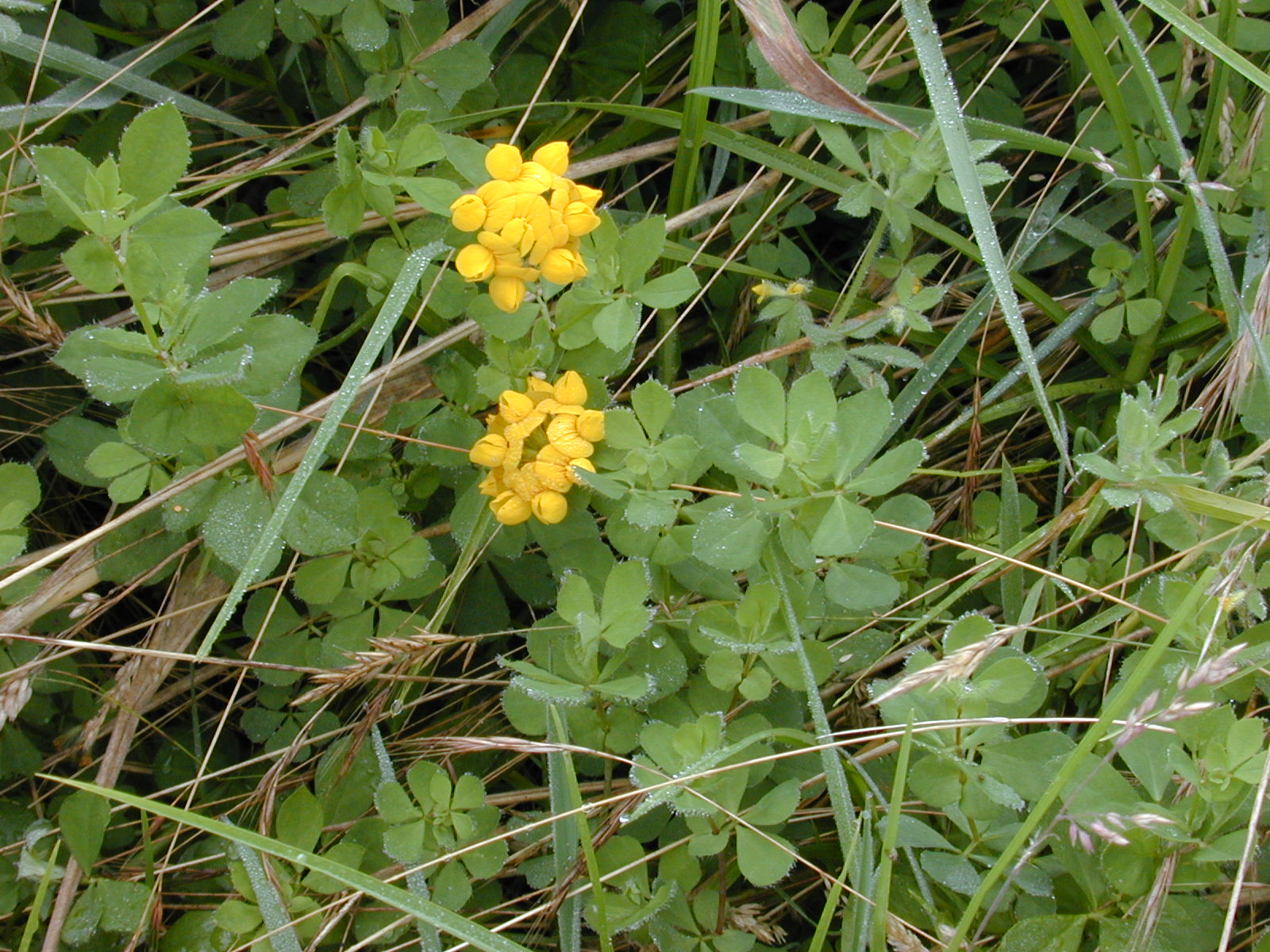
Lotus uliginosus

- Lotus alpinus
- Lotus angustissimus
- Lotus biflorus
- Lotus castellanus
- Lotus collinus
- Lotus commutatus
- Lotus conimbricensis
- Lotus conjugatus
- Lotus corniculatus
- Lotus creticus
- Lotus cytisoides
- Lotus delortii
- Lotus dorycnium
- Lotus drepanocarpus
- Lotus edulis
- Lotus germanicus
- Lotus halophilus
- Lotus herbaceus
- Lotus hirsutus
- Lotus hispidus
- Lotus longisiliquosus
- Lotus maritimus
- Lotus ornithopodioides
- Lotus parviflorus
- Lotus pedunculatus
- Lotus peregrinus
- Lotus preslii
- Lotus rectus
- Lotus requienii
- Lotus subbiflorus
- Lotus tenuis
- Lotus tetragonolobus
- Lotus uliginosus

## Usi
Molte specie di Lotus sono coltivate come foraggio. Analogamente all'erba medica e altre leguminose, Lotus è un foraggio prezioso per la ricchezza di proteine, ma anche potenzialmente tossico.
Alcune specie sono apprezzate come piante ornamentali.